# Спіросполуки
Спі́росполу́ки (рос. спиросоединения, англ. spiro compounds) — бі- або олігоциклічні сполуки, в яких сусідні цикли мають лише один спільний атом (спіроатом), наприклад, С, N, P, і розташовані взаємноперпендикулярно. У таких сполук термодинамічна стабільність нижча, ніж у відповідної конденсованої сполуки.
До ряду спіросполук належить, зокрема, діуретичний лікарський засіб спіронолактон.

## Номенклатура
Назва біциклічних сполук цього класу починається із префікса спіро-, за яким у квадратних дужках через крапку вказуються кількості атомів обабіч вузлового, починаючи  з найменшого цикла. Завершується назва позначенням за квадратними дужками алкану, що відповідає загальній кількості атомів у циклах. Нумерація у спіросполуках ведеться, починаючи від найменшого циклу з найближчої до вузла точки, далі крізь вузол і по більшому циклу.
Для олігоциклічних спіросполук додається префікс, який позначає кількість вузових атомів (диспіро-, триспіро- тощо). Шлях нумерації обирається таким чином, щоб вузлові атоми (другий, третій тощо) отримали якомога менші порядкові номери, а у квадратних дужках вказується кількість атомів у циклі від вузла до вузла, в порядку їхньої нумерації.

Спіро[3.5]нонан
Диспіро[2.1.5.2]додекан